# إرنست إي. أيرونز
إرنست إي. أيرونز (بالإنجليزية: Ernest E. Irons)‏ هو طبيب أمريكي، ولد في 17 فبراير 1877 في كونسيل بلوفس في الولايات المتحدة، وتوفي في 18 يناير 1959 في شيكاغو في الولايات المتحدة.